# Corinne Masiero
Corinne Masiero (Douai (Norte), 3 de febrero de 1964 ) es una actriz francesa. Es conocida por interpretar numerosos papeles en cine y televisión en Francia, aunque en España se le conoce por ser la protagonista de la serie de televisión Inspectora Marleau (en francés, Capitaine Marleau), y por su carácter feminista y reivindicativo.

## Biografía
El padre de Corinne Masiero trabajó en una mina y luego se hizo cargo de la dirección de una autoescuela. Su madre realizaba las tareas del hogar. Ambos eran militantes comunistas y llevaban a la joven Corinne a las manifestaciones. A los 15 años realizó una gira por Europa haciendo autostop, después volvió a Francia para aprobar un bachillerato en letras y más tarde cayó en el alcoholismo, las drogas y la prostitución; antes de encontrar su camino en el teatro, a los 28 años. Durante ese momento difícil de su vida, se encontró sin hogar y teniendo que vivir en las calles. En 2022, atribuyó estos comportamientos al incesto que sufrió cuando era una niña, y que había ocultado durante mucho tiempo.
Interpretó sus primeros papeles en obras de Rainer Werner Fassbinder, de Georges Feydeau y con la compañía de teatro de calle Collectif Organum. En el cine, apareció en Germinal de Claude Berri (1993), y luego en La vida soñada de los ángeles de Érick Zonca (1998).
Durante varios años, interpretó papeles secundarios en la televisión (Ambre a disparu en 2003, Pierre et Jean en 2004). Pero se nota su rostro, su fraseo, su andar atípico, su altura (180 cm), y en pocos años pasa de la simple figuración a papeles secundarios notorios, ya sea en los telefilmes de Thierry Binisti (que la hizo aparecer tres veces) o en los de Peter Kassovitz: Beau Masque en 2005 y Le Sang noir dos años después.

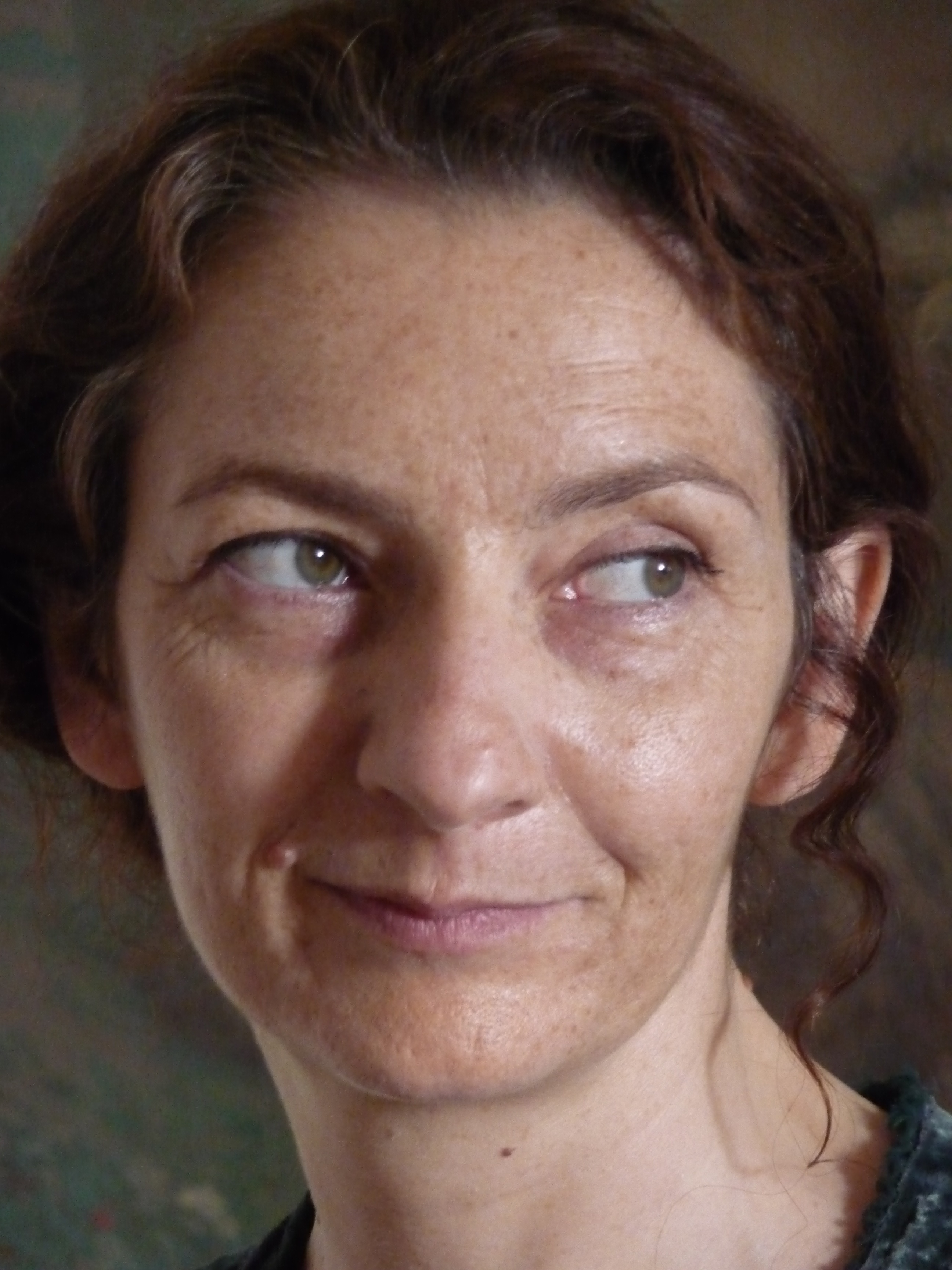
Corinne Masiero en el set de Louise Wimmer.

Corinne Masiero apareció en L'Emmerdeur, de Francis Veber (2008), antes de rodar, siempre a través de personajes sin importancia pero llamativos, con directores de renombre como Xavier Giannoli, en À l'origine (2009), y Patrice Chéreau, en Persecución, junto a Romain Duris. También la podemos ver en la serie Engrenages y dando la réplica a Robinson Stevenin en la miniserie The Living and the Dead en 2010. Su acento norteño le permite interpretar papeles descarados; aparece así en la serie Fais pas ci, fais pas ça, en el papel de la excéntrica hermana de Fabienne Lepic. La consagración llega en 2012 con su primer “ papel principal », para la película Louise Wimmer, un papel a medida escrito y dirigido por Cyril Mennegun. Su interpretación es muy bien valorada y se convierte, a sus 47 años, en una de las revelaciones del cine francés. Un reconocimiento que le abre las puertas a otro proyecto, De óxido y hueso de Jacques Audiard, donde se encuentra cara a cara con otra revelación, Matthias Schoenaerts. En 2013 fue nominada al César a la mejor actriz por Louise Wimmer.
Desde 2015, interpreta a la capitana Marleau en la homónima de France 3 y France 2, que en España se conoce como Inspectora Marleau, y se emite en Movistar Plus.

### Compromiso político

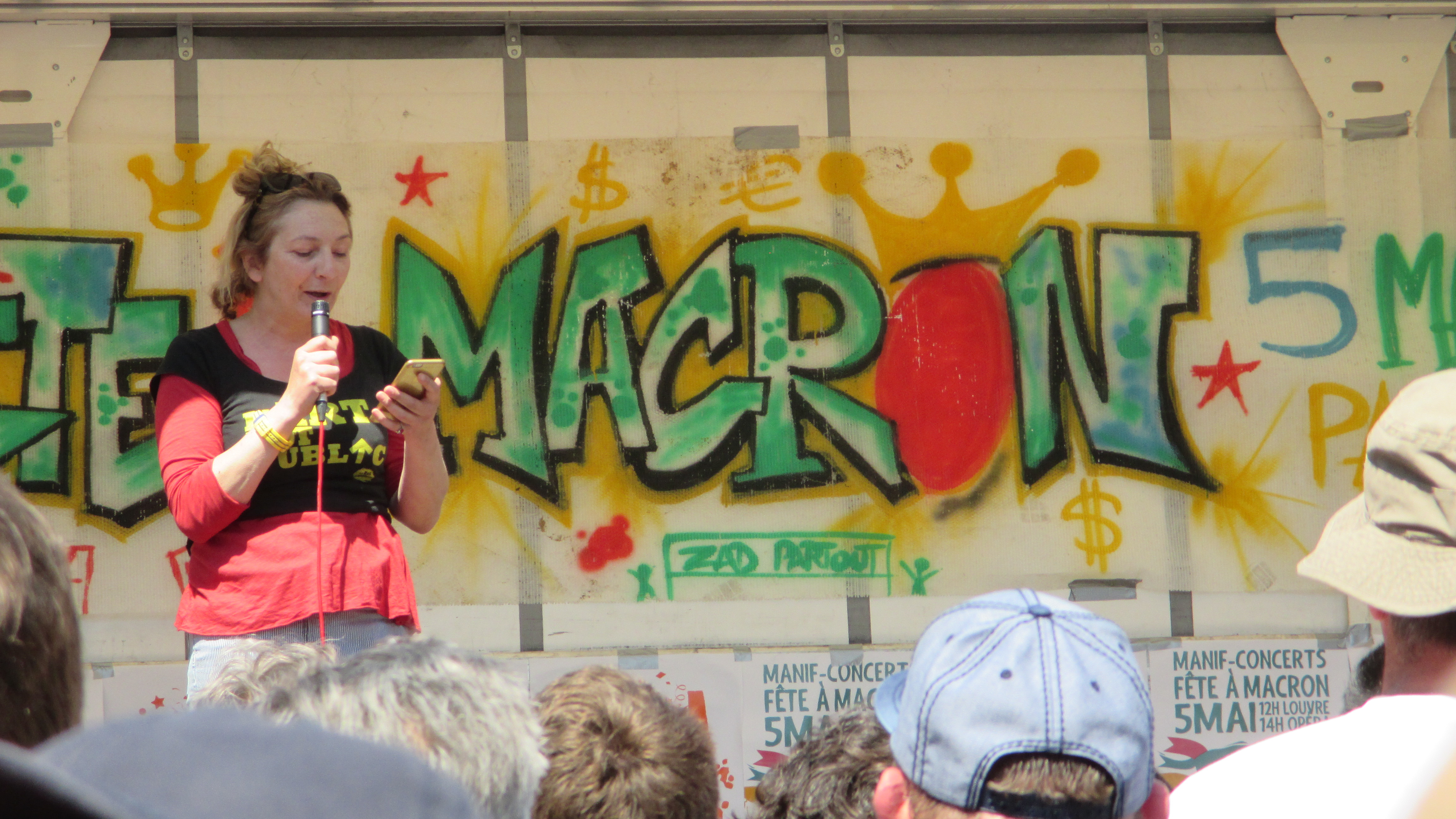
Corinne Masiero en La fiesta de Macron.

Desde 2003, es miembro del Partido Comunista Francés y de la sección "Bourrins" (pencos) de la Coordinadora de Trabajadores Intermitentes y Precarios de Nord-Pas-de-Calais.
En 2014, durante las elecciones municipales, se presentó en la lista del Frente de Izquierda en Roubaix.
Durante las elecciones legislativas de junio de 2017, apoyó a François Ruffin, candidato en el Somme, apoyado por La France insoumise. El 5 de mayo del año siguiente participa en la manifestación opositora La fête à Macron, organizada por Ruffin.
Con motivo de los César 2020, denuncia el dominio absoluto “de la derecha blanca católica heteroburguesa”. Esta declaración le atrajo en particular las críticas de Gilles-William Goldnadel, que le concedió el "César de la estupidez racista y anticristiana"».
Durante la ceremonia de los César 2021, mientras se prepara para entregar el premio al mejor disfraz, se quita los dos disfraces que lleva puestos uno encima del otro, hasta aparecer en el escenario totalmente desnuda y parcialmente cubierta de sangre falsa y consignas reivindicativas, para ilustrar el discurso que pronuncia y que denuncia la falta de consideración del gobierno por la cultura, según ella.
Nueve parlamentarios del partidoultraconservador Les Républicains la denuncian al fiscal por “ exhibición sexual" en una carta de fecha 16 de marzo de 2021, dirigida a la fiscalía de París por el diputado de LR de Vaucluse Julien Aubert. Este informe se cierra sin más medidas por parte del fiscal de París Rémy Heitz el lunes 22 de marzo de 2021.
Corinne Masiero habla de los muchos mensajes de apoyo que ha recibido y asegura haber querido defender a los profesionales del espectáculo a través de su desnudez y dar visibilidad al cuerpo de una mujer fuera de los cánones habituales de belleza, en los medios y la publicidad.
El 4 de abril de 2022 firmó una columna publicada en el periódico Liberation, junto con otras 2.000 personalidades apoyando la candidatura de Jean-Luc Mélenchon para las elecciones presidenciales francesas de 2022.

### Vida privada
Conoció al director de una compañía de teatro de calle, Nicolas Grard, durante una manifestación contra Medef. Ha sido su compañero desde la década de 2000. La pareja vive en Roubaix.

## Filmografía

### Cine

#### Largometrajes
- 1993 : Germinal, de Claude Berri: una bailarina en el baile (sin acreditar)
- 1998 : La vida soñada de los ángeles, de Érick Zonca: la mujer de Hollywood
- 2008 : El alborotador de Francis Veber: Susana
- 2009 : A l'origin, de Xavier Giannoli: Corinne
- 2009 : Persécution, de Patrice Chéreau
- 2011 : La planque, de Akim Isker: Liliane
- 2012 : Louise Wimmer, de Cyril Mennegun: Louise Wimmer
- 2012 : De óxido y hueso, de Jacques Audiard: Ana
- 2012 : Ombline, de Stéphane Cazes: Sonia
- 2013 : 11.6, de Philippe Godeau: Marion
- 2013 : Les reines du ring, de Jean-Marc Rudnicki: Viviana
- 2013 : Suzanne, de Katell Quillévéré: Eliana
- 2013 : La Marque des anges, de Sylvain White: Monique Méndez
- 2013 : La Marche, de Nabil Ben Yadir: Dominique
- 2013 : Lulu femme nue por Sólveig Anspach: la dueña del bar
- 2013 : Vandal, de Hélier Cisterne: la jueza
- 2013 : Way Back Home (Jibeuro ganeun gil), de Bang Eun-jin: Hellboy
- 2014 : Discount, de Louis-Julien Petit: Christiane Gendron
- 2015 : Codes barres, por Christian François: Benetone
- 2015 : Simon, de Éric Martin y Emmanuel Caussé: Laurence
- 2015 : L'Hermine, de Christian Vincent : Marie-Jeanne Metzer
- 2015 : Sauvages ( Pareja en un agujero ) de Tom Geens : Céline
- 2016 : Souffler plus fort que la mer, de Marine Place: Louison
- 2016 : Carole Matthieu, por Louis-Julien Petit: Cristina Pastres
- 2017 : La consolation, de Cyril Mennegun : Françoise
- 2018 : Vent du Nord, de Walid Mattar: Verónica
- 2018 : Las invisibles, de Louis-Julien Petit: Manú
- 2020 : Lucky, de Olivier Van Hoofstadt: Alice Deschamps
- 2020 : Effacer l'historique, de Benoît Delépine y Gustave Kervern: Cristina
- 2022 : La Marginale, de Franck Cimière: Michèle

#### Cortometraje
- 1999 : Violette au travail de Kita Bauchet
- 2007 : Surprise ! de Fabrice Maruca : la femme qui regarde la télé
- 2008 : La Salle d'attente de Sophie Boulanger
- 2011 : Prochainement sur vos écrans de Fabrice Maruca : l'agent immobilier
- 2011 : Exhausted Renegade Elephant de Noémie Nicolas : la chauffeuse de taxi
- 2011 : Augusta Amiel Lapieski de Franck Renaud : l'infirmière
- 2012 : Corps solidaires de Pascal Roy : Catherine
- 2012 : Peter de Nicolas Duval : la mère de Peter
- 2012 : Le Sac de Julien Dara et Yohan Manca : Pascale
- 2013 : Orphyr de Jonathan Degrelle : Frdine
- 2013 : Automne de Louise Legaye : Marie
- 2013 : La Casse de Monsieur Alfred de Jean-Emmanuel Godart : la femme 2
- 2014 : Chat de Philippe Lasry : Elisabeth
- 2015 : Mollusques de Justine Pluvinage :
- 2015 : Point du jour de Nicolas Mesdom : Corinne
- 2016 : Hétérox de Maxime Pourbaix : Endora
- 2016 : La Voix du père de Colas Rifkiss et Mathias Rifkiss : Coco
- 2017 : Je les aime tous de Guillaume Kozakiewiez : Solange
- 2017 : The Man-Woman Case d'Anaïs Caura : voix
- Le Kiosque de P. Sourdeval
- J'suis ravagé de P. Allart
- Les Bouillaveurs de Niglo de Corinne Masiero

### Televisión
- 2002 : Alex Santana, négociateur, épisode Un ange noir réalisé par José Pinheiro : la vendeuse
- 2002 : Qui mange quoi ? de Jean-Paul Lilienfeld : l'infirmière
- 2003 : Ambre a disparu de Denys Granier-Deferre : collègue et amie de Pascale
- 2003 : Famille d'accueil, épisode Mauvaise graine réalisé par Daniel Janneau : l'employée de la supérette
- 2004 : Du côté de chez Marcel de Dominique Ladoge : Patou
- 2004 : Juliette Lesage, médecine pour tous, épisode Précautions d'emploi réalisé par Christian François : Céline
- 2004 : Pierre et Jean de Daniel Janneau : l'oratrice de l'Alcazar
- 2004 : Un petit garçon silencieux de Sarah Lévy : Monique
- 2004-2006 : PJ, série créée par créée par Michelle Podroznik et Frédéric Krivine, épisodes Infiltrations, Vol à la une et Mamans : Éliane Contini
- 2005 : Quelques mots d'amour de Thierry Binisti : Fardienne
- 2006 : Madame la proviseure, épisode Chacun sa chance réalisé par Philippe Bérenger
- 2006 : Beau Masque de Peter Kassovitz : Marguerite
- 2006 : La Crim', épisode Noces rouges réalisé par Éric Woreth : Sophie Daguerre
- 2006 : Le Sang noir, de Peter Kassovitz : Mme Marchandeau
- 2007 : Maman est folle de Jean-Pierre Améris : Nathalie, une bénévole
- 2007 : Le Réveillon des bonnes de Michel Hassan : "Dame" Goupion
- 2007 : Les Oubliées d'Hervé Hadmar
- 2007 : Chez Maupassant, épisode Histoire d'une fille de ferme réalisé par Denis Malleval : la guérisseuse
- 2007 : Moi, Louis enfant de la mine - Courrières 1906 de Thierry Binisti : Blanche
- 2008 : Clémentine de Denys Granier-Deferre : Femme du wagon n° 1
- 2008 : Versailles, le rêve d'un roi de Thierry Binisti : la mère de l'ouvrier décédé
- 2008 : Baptêmes du feu de Philippe Venault : Conquête
- 2008 : Voici venir l'orage..., mini-série réalisée par Nina Companeez : Goussarova
- 2008 : Les Fées cloches de Coralie Fargeat et Anne-Élisabeth Blateau : la sorcière instructrice
- 2008 : L'Affaire Bruay-en-Artois de Charlotte Brändström : Dominique Vals
- 2008 : Sous les vents de Neptune de Josée Dayan : Violette Retancourt
- 2009-2010 : Les Bougon, épisodes Boulot, vibro, bobo et Faux départ réalisés par Sam Karmann : Ninon
- 2009 : L'Homme aux cercles bleus de Josée Dayan : Violette Retancourt
- 2009 : Les Petits Meurtres d'Agatha Christie, épisode La Plume empoisonnée réalisé par Éric Woreth : Angélique
- 2009 : L'Homme à l'envers de Josée Dayan : Violette Retancourt
- 2010 : Engrenages, série créée par Alexandra Clert et Guy-Patrick Sainderichin, saison 3 : Patricia, prostituée et indic
- 2010 : Un lieu incertain de Josée Dayan : Violette Retancourt
- 2010 : Les Vivants et les Morts, mini-série de Gérard Mordillat : la grande Sylvie
- 2011-2016 : Fais pas ci, fais pas ça, série créée par Anne Giafferi et Thierry Bizot,  saisons 4 à 8 : Solange
- 2011 : Celle que j'attendais de Bernard Stora : Suzon
- 2011 : La Part des anges de Sylvain Monod : Lola Hortez
- 2012 : Merlin de Stéphane Kappes : Ferrosa
- 2012 : Chambre 327, mini-série réalisée par Benoît d'Aubert : Simone, une prisonnière
- 2013 : Le Clan des Lanzac de Josée Dayan : Suzanne Bernier
- 2013 : Indiscrétions de Josée Dayan : Felicidade
- 2013 : Les Délices du monde d'Alain Gomis: la alcaldesa
- 2014-2015 : Ainsi soient-ils, serie creada por David Elkaïm, Bruno Nahon, Vincent Poymiro y Rodolphe Tissot,  temporadas 2 y 3 : Zivka, l'infirmière
- 2014 : Hard serie realizada por Cathy Verney: Sonia
- 2014 : Entre vents et marées de Josée Dayan : capitaine Marleau
- 2015 : Hard, serie creada por Cathy Verney, saison 3 : Sonia
- 2015 : Panthers serie creada por Jack Thorne : Corinne
- Desde 2015 : Inspectora Marleau, serie creada por Elsa Marpeau, realizada por Josée Dayan : inspectora Marleau
- 2019 : Quand sort la recluse de Josée Dayan : Violette Retancourt
- 2019 : Colombine, de Dominique Baron: Colombine
- 2020 : I Love You coiffure de Muriel Robin : Félicie
- 2021 : Boomerang de Christian François : Louise Falconetti[21]

## Teatro

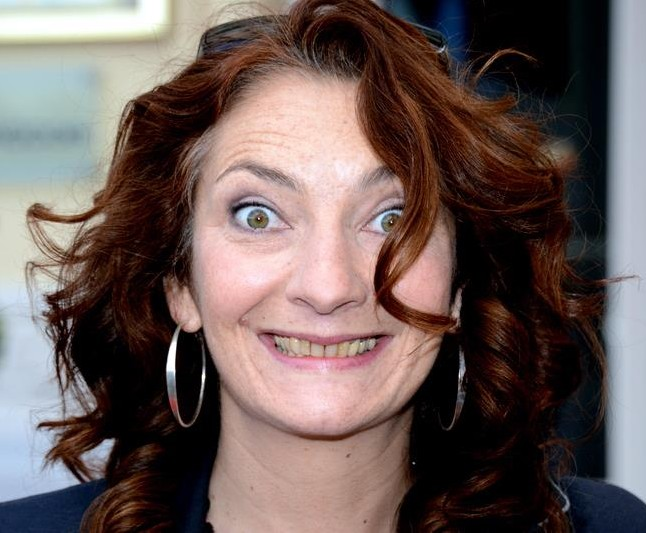
Corinne Masiero en 2013 en el festival de cine de Cabourg.

- 1996 - 1997 : Effluves, Oratorio sauvage, diseño de Collectif Organum, puesta en escena de Thierry Poquet, gira
- 1998 : que ? La eternidad después de Guy Alloucherie, Ingmar Bergman, William S. Burroughs, John Cassavetes y Fernando Pessoa, dirigida por Guy Alloucherie, Cie Hendrick Van Der Zee, Théâtre du Prato
- 2001 : Terminal Feydeau : Léonie es de antemano, La difunta madre de Madame, Sobre la purga Bébé de Georges Feydeau, dirigida por Didier Bezace, Théâtre de la Commune
- 2005 : Big and Small de Botho Strauss, dirigida por Philippe Calvario, CDDB-Théâtre de Lorient, Teatro Bouffes du Nord
- 2005 : Lulu de Frank Wedekind, dirigida por Bruno Lajara, La Rose des vents
- 2006 : La Cigale de y dirigida por Amar Oumaziz, Le Vivat (Armentières)
- 2009 : Orchampt de Harold David, dirigida por Franck Andrieux y Thomas Baelde, Le Garage/Roubaix
- 2009 - 2010 : El magnífico cornudo de Fernand Crommelynck, Le Rideau de Bruxelles (Ixelles), gira
- 2010 : Elvis' Kitchen de Lee Hall, dirigida por Nicolas Ory, Théâtre du Nord, La Verrière
- 2012 : Desfile de estados. Ser/Aparecer/Desaparecer, Cabaret post-post-existencial, de y dirigido por Peter James, Théâtre de la Chapelle (Montreal)
- 2017 - 2020 : Une vie bien rEnger de Adolpha Van Meerhaeghe, gira

## Honores

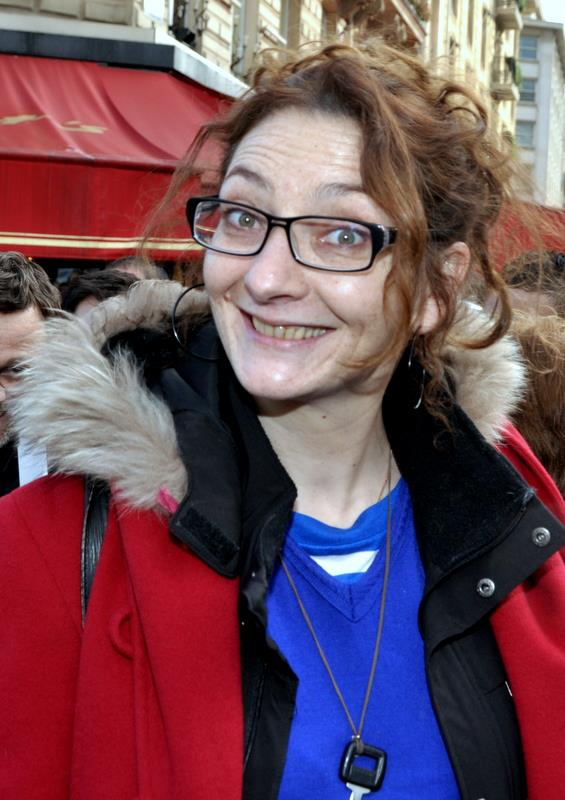
Corinne Masiero frente a Fouquet's, en el almuerzo de los nominados al César 2013.

### Premios
- Festival de Cine de Zúrich 2011 : Ojo de Oro a la Mejor Actriz para Louise Wimmer
- Festival de Cine de Dieppe 2011 : Premio de Interpretación para Louise Wimmer
- Festival de Cine de Cabourg 2012 : Cisne Dorado" coup de coeur» para Louise Wimmer

### Nominaciones
- Lumière 2013 : Nominación Lumière a la mejor actriz para Louise Wimmer[22]
- Césares 2013 : Nominación al César a la mejor actriz para Louise Wimmer[23]